# Johannes Thiele (Chemiker)
Friedrich Karl Johannes Thiele (* 13. Mai 1865 in Ratibor, Oberschlesien; † 17. April 1918 in Straßburg) war ein deutscher Chemiker und Hochschullehrer.

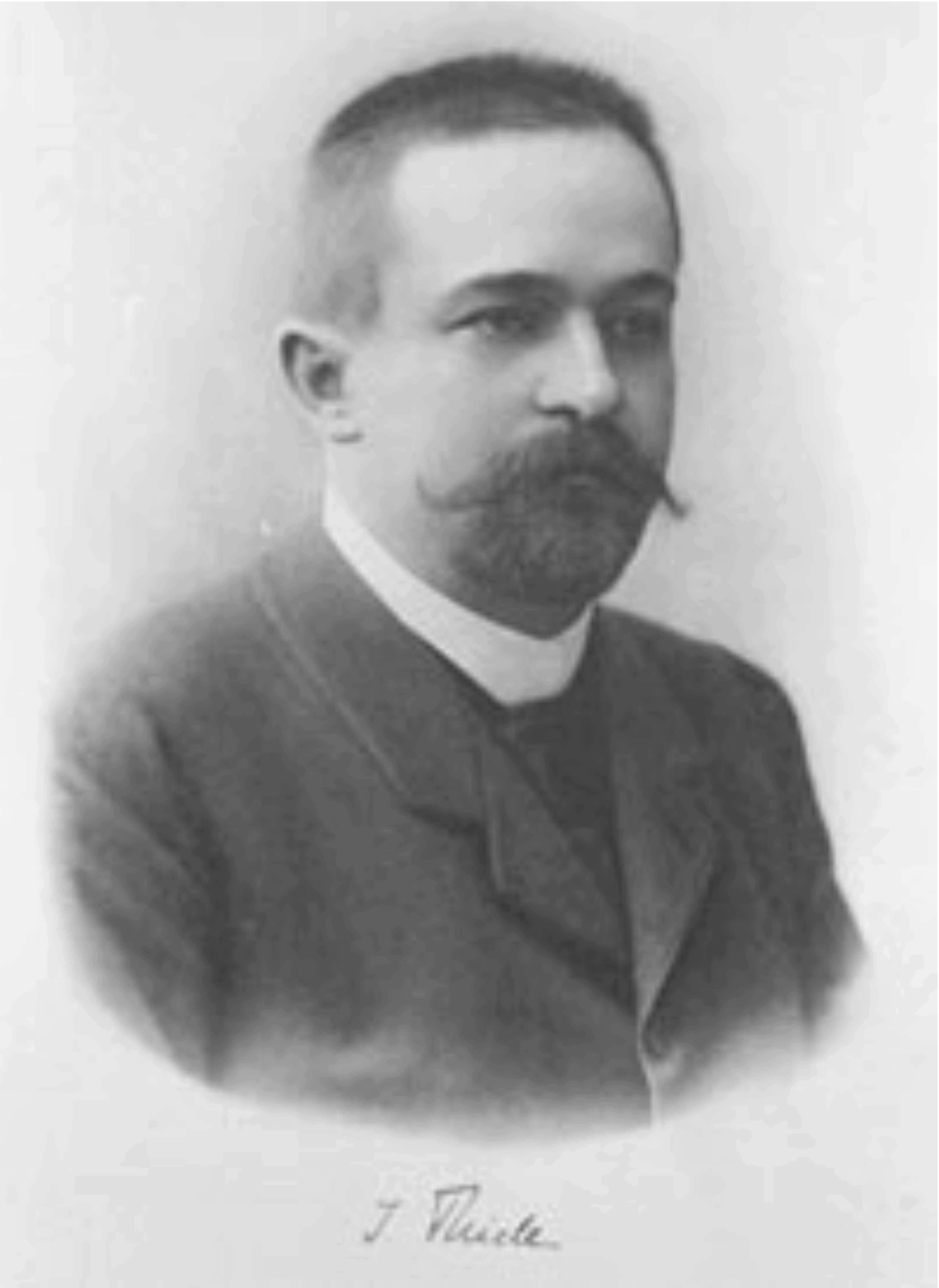

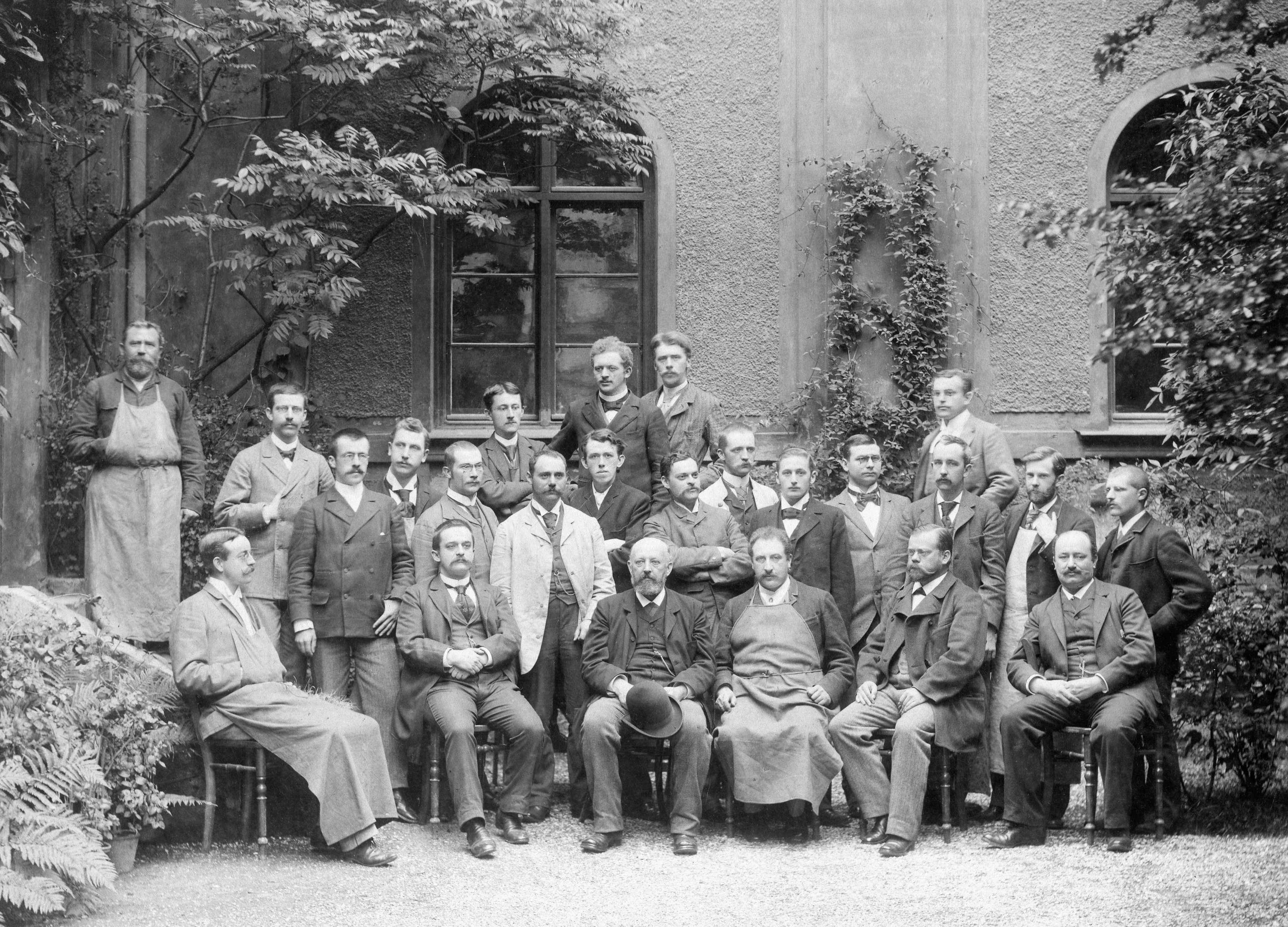
Privatdozent Johannes Thiele (erste Reihe, zweiter von links) 1893 mit seinen Kollegen an der LMU in München, darunter Adolf von Baeyer (Mitte) und Wilhelm Manchot (stehend, zweiter von links)

## Leben
Johannes Thiele war der Sohn eines Buchhändlers. Er studierte an der Universität Breslau zunächst Mathematik für das Lehramt und wechselte 1884 an der Friedrichs-Universität Halle zum Studienfach Chemie. Dort wurde er 1886 Assistent am chemischen Institut, 1890 wurde er bei Jacob Volhard mit einer analytischen Arbeit promoviert (Zur Scheidung und Bestimmung des Antimons) und 1892 dort auch habilitiert (Ueber Nitro- und Amidoguanidin). In Halle arbeitete er unter anderem über Hydrazine.
Thiele wurde 1893 Extraordinarius für organische Chemie an der Universität München auf Einladung von Adolf von Baeyer als Nachfolger des an die ETH Zürich gewechselten Eugen Bamberger. Der spätere Nobelpreisträger Eduard Buchner hatte auf dieses Extraordinat in München gehofft.
1902 wurde er ordentlicher Professor für organische Chemie an der Kaiser-Wilhelms-Universität Straßburg (Nachfolge Rudolph Fittig). Zu seinen Schülern zählten Otto Dimroth, Heinrich Wieland und Alfred Reis, die bei ihm bis 1909 promovierten. Hermann Staudinger arbeitete bis 1907 in Straßburg als Assistent mit Thiele zusammen.
1902 wurde er als korrespondierendes Mitglied in die Bayerische Akademie der Wissenschaften aufgenommen. Im Jahr 1910 wurde Thiele zum Mitglied der Leopoldina gewählt.
Im Kriegsjahr 1917 wurde er mit fünf weiteren Chemikern von Fritz Haber für Forschungen zum Gaseinsatz an der Kaiser-Wilhelm-Stiftung für kriegstechnische Wissenschaft herangezogen. Am 17. April 1918 verstarb er mit 52 Jahren an einer Herzerkrankung.
Im Jahr 1918 wurde die deutsche Universität Straßburg nach dem verlorenen Ersten Weltkrieg wieder französisch und seine ehemaligen Mitarbeiter mussten die Universität verlassen. Heinrich Wieland zögerte schon zuvor angesichts der sich abzeichnenden Niederlage, das Angebot vom 18. Juli 1918 auf die Nachfolge für J. Thiele anzunehmen.

## Werk
Thiele erforschte u. a. die Chemie diverser Stickstoffverbindungen und Oxidationsreaktionen organischer Verbindungen. Seine Arbeiten über die Eigenschaften konjugierter Doppelbindungen erregten großes Interesse. Die experimentellen Untersuchungen brachten ihn dazu, ein Modell zur Erklärung der 1,4-Addition an konjugierte Doppelbindungen zu entwickeln, die Theorie (besser Hypothese) der Partialvalenzen (Thielesche Theorie, 1899). Dies geschah auf Anregung von Adolf von Baeyer in München, wo Thiele die von Baeyer entdeckte, aber damals theoretisch unerklärliche Reduktion von Muconsäure zu Dihydrosäure erklärte.
Bei Studien über Reaktionen des Cyclopentadiens entdeckte Thiele eine neue Verbindungsklasse, die Fulvene. Eine Umwandlung von Chinonen in Benzolderivate trägt seinen Namen: Thiele-Winter-Reaktion.
Er arbeitete an der Synthese von Azomethan (1909), Nitroharnstoff, Nitramid, Semicarbazid und Fulvenen. Thiele gehörte 1911 zu den ersten, die für Diazomethan – abweichend von der damals vorherrschenden Meinung einer Ringstruktur – eine lineare Struktur postulierten. Diese Struktur konnte erst 1963 endgültig bewiesen werden.
Die bekannte Apparatur zur Schmelzpunkt-Bestimmung nach Thiele sowie der Vorstoß nach Anschütz-Thiele werden noch heute benutzt. Nach ihm ist Thieles Reagenz zum Nachweis von Selen benannt und nach ihm und Marcelin Berthelot das Berthelot-Thiele-Reagenz, eine ammoniakalkalische Silbernitratlösung, die sich in Gegenwart von Kohlenmonoxid schwarz färbt.

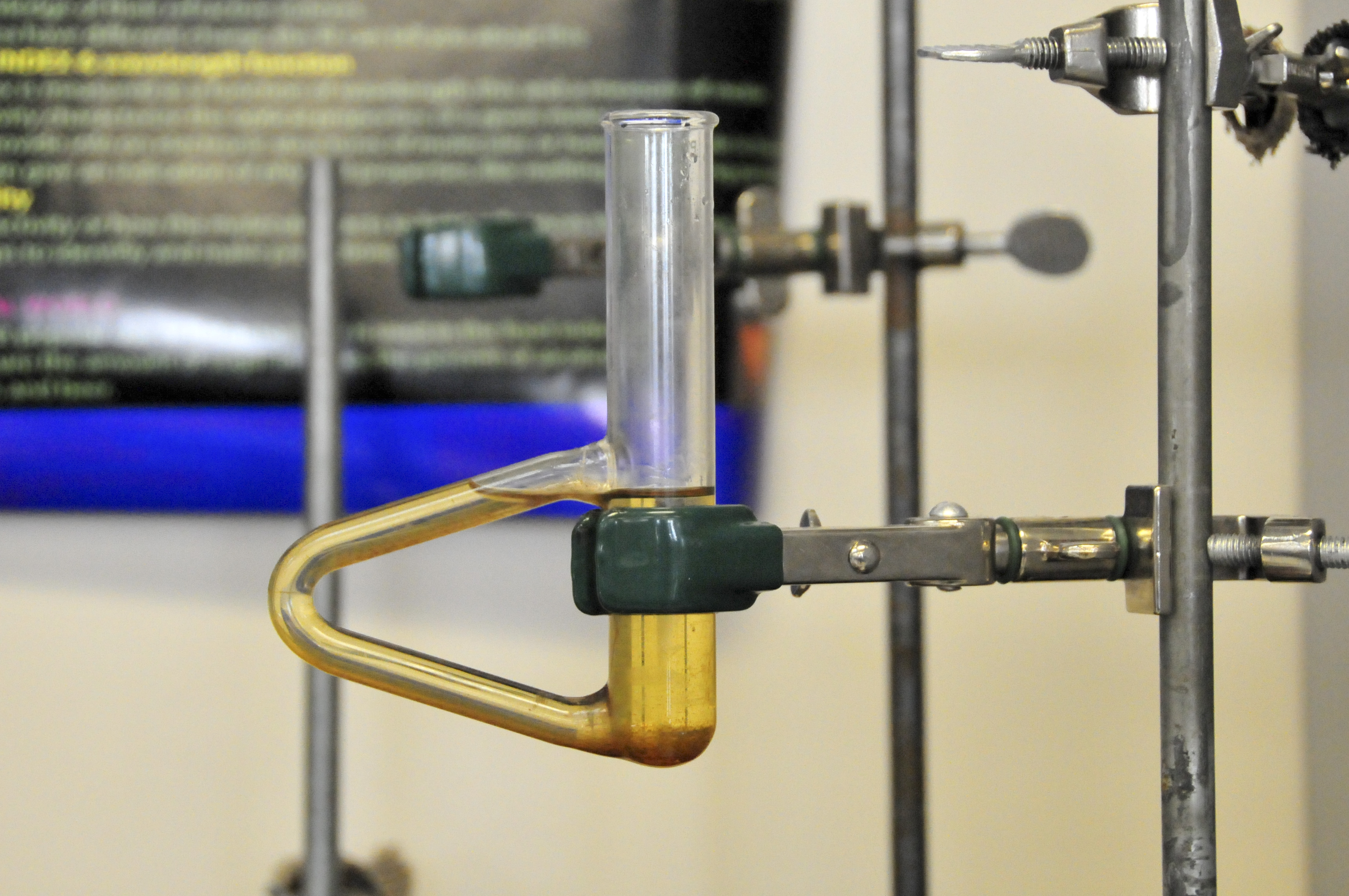
Schmelzpunktbestimmungsapparat nach Thiele

## Schriften
- mit Henry Lord Wheeler: Umlagerung von Hydrazinen in p-Diamine. München 1889.
- Analytische Beiträge zur Kenntnis von Antimon und Arsen. Doktorarbeit, C. A. Kaemmerer & Co., Halle 1890.
- Über Nitro- und Amidoguanidin. Habilitationsschrift Halle, C. F. Winter, Leipzig 1892.
- Über die räumliche Deutung der Partialvalenzen. In: Justus Liebigs Annalen der Chemie. Bände 311–312, Leipzig 1900, S. 241–255.
- Reine und technische Chemie. Rede zur Feier des Geburtstages Sr. Majestät des Kaisers am 27. Januar 1904 in der Aula der Kaiser-Wilhelms-Universität Strassburg.
- Über den Verlauf chemischer Reaktionen. Rede gehalten am Stiftungsfest der Kaiser Wilhelms-Universität am 30. April 1910 von dem derzeitigen Rektor, Dr. Johannes Thiele. Strassburg 1911.